# Gildas Buron
Gildas Buron, né en 1960, est un historien, linguiste et conservateur du Musée des marais salants de Batz-sur-Mer.

## Biographie
Il  intervient au congrès 2023 de la SHAB à Guérande sur le sujet "De nouvelles pièces à verser au dossier de l’histoire du breton du pays de Guérande".
Gildas Buron est invité dans le podcast de la série Passion médiéviste "Hors les Murs #3 - Les marais salants de Guérande", publié le 30 août 2020. 

## Publications
- Le suffixe breton -ed dans l'onomastique guérandaise, t. 133, Bulletin de la Société Archéologique et Historique de Nantes et de Loire-Atlantique, 1998
- La microtoponymie du marais salant guérandais : Bilan et perspectives, Nouvelle revue d'onomastique, no 21-22 1993, no 23-24, 1994.
- Les noms des salines en si- : Bretagne et pays celtiques - Mélanges offerts à Léon Fleuriot, PUR et Skol, 1992, p. 281-295,
- Éléments et propositions pour l'autopsie d'un dialecte breton, Rennes, U.E.R. des Sciences Humaines, 1983
- Le guide du Pays guérandais : 36 balades découverte, Geste éditions, 2008.
- Le Sel de la Baie : Histoire, archéologie et ethnologie des sels de l'Atlantique, Presses universitaires de Rennes, 2006
- Bretagne des marais salants : 2000 ans d'histoire, Morlaix, Skol Breizh, 1999, 175 p. (ISBN 2-911447-37-9, BNF 37102418)
- Hommes du sel, Morlaix, Skol Breizh, 2000, 275 p. (ISBN 2-911447-42-5, BNF 37689025)
- Toponymie autour de la baie de Mesquer, Histoire et patrimoine, 2014

## Conférences et expositions
- Exposition temporaire : La Langue bretonne au pays de Guérande, du 1er avril au 29 juin 2009
- La Langue bretonne au pays de Guérande–Ar Brezhoneg e bro Wenrann, exposition à l'Hôtel du département de Loire-Atlantique, du 1er au 12 octobre 2007[3],[4]